# 黒岩健一郎
黒岩 健一郎（くろいわ けんいちろう、1966年 - ）は、日本の経営学者。青山学院大学大学院国際マネジメント研究科教授。

## 略歴
神奈川県茅ヶ崎市出身。茅ヶ崎市立浜須賀中学校、神奈川県立茅ケ崎北陵高等学校卒業。
1990年早稲田大学理工学部建築学科卒業（尾島俊雄研究室）。住友商事勤務を経て、2000年慶應義塾大学大学院経営管理研究科修士課程修了（嶋口充輝研究室）。2003年同大学院後期博士課程単位取得退学。2006年慶應義塾大学より博士（経営学）の学位を取得。
2003年武蔵大学経済学部専任講師、2005年准教授、2013年教授。2014年青山学院大学大学院国際マネジメント研究科教授。

## 著書
- 『図解 わかる! 中国ビジネス』（共著, ダイヤモンド社, 2001年）
- 『MBA定量分析と意思決定』（共著, ダイヤモンド社, 2003年）
- 『中国ビジネスで失敗する前に読む本』（共著, ダイヤモンド社, 2003年）
- 『顧客ロイヤルティの時代』（共著, 同文舘, 2004年）
- 『仕組み革新の時代』（共著, 有斐閣, 2004年）
- 『マーケティング用語辞典』（共著, 日経文庫, 2005年）
- 『マーケティング・コミュニケーション大辞典』（共著, 宣伝会議, 2006年）
- 『MBA 国際マネジメント事典』（共著, 中央経済社, 2007年）
- 『マーケティング優良企業の条件　創造的適応への挑戦』（共著, 日本経済新聞出版社, 2008年）
- 『マーケティング・アンビション思考』（共著, 角川グループパブリッシング, 2008年）
- 『マーケティング科学の方法論』（共著, 白桃書房, 2009年）
- 『1からの戦略論』（共著, 碩学舎, 2009年）
- 『1からのサービス経営』（共著, 碩学舎, 2010年）
- 『1からのマーケティング分析』（共著, 碩学舎, 2011年）
- 『マーケティングをつかむ』（共著, 有斐閣, 2012年）
- 『なぜ、あの会社は顧客満足が高いのか』（共編著, 同友館, 2012年）
- 『顧客ロイヤルティ戦略』（共編著, 同友館, 2015年）
- 『考えて議論しながらつかむ、ある日の午後のマーケティング授業の風景』（共著, 有斐閣, 2015年）